# فیس
فیس (به ایتالیایی: Fiesse) یک کومونه در ایتالیا است که در استان برشا واقع شده‌است.

## خصوصیات
فیس ۱۶ کیلومترمربع مساحت و ۲٬۲۰۵ نفر جمعیت دارد.